# M1 (stacja telewizyjna)
M1 – węgierska stacja telewizyjna nadawana od 1 maja 1957. W latach 1957–2015 stanowiła własność Magyar Televízió, natomiast od 1 lipca 2015 roku nadawcą kanału jest Duna Médiaszolgáltató. 
15 marca 2015 została przekształcona w 24-godzinny kanał informacyjny, wcześniej dzieliła pasmo łączeniowe z ośrodkami regionalnymi na terenie całych Węgier, resztę programów przeniesiono do Duna. Mimo nadawania głównie w języku węgierskim, stacja w swojej ramówce posiada skrócone wersje serwisów informacyjnych w językach: angielskim, niemieckim, rosyjskim i chińskim.
Według raportu Europejskiej Federacji Dziennikarzy z 2019 roku, M1 "nie przestrzega zasad pluralizmu, a zdania polityków opozycji są pomijane, brakuje również pewności odnośnie fundowania tej stacji telewizyjnej". Z raportu wynika, że "publiczna telewizja stała się tubą propagandową".

## Kontrowersje
Programy informacyjne od czasu upadku komunizmu na Węgrzech były krytykowane ze względu na stronniczość względem węgierskiego rządu. Krytyka się nasiliła w szczególności po objęciu rządu przez partię Fidesz w 2010 roku, częściowo za sprawą zarządcy (MTVA) będącego bezpośrednio powiązanym z rządem.

## Programy

### Nadawane obecnie
- Híradó, program informacyjny
- Ma reggel, magazyn śniadaniowy

### Nadawane dawniej
- A Hét, cotygodniowy program o sprawach bieżących
- Budapest Híradó, regionalny program informacyjny
- Szomszédok, serial telewizyjny
- Délután!, program rozrywkowy
- Kinevezés és kinevezése -pierwszy węgierski sitcom
- Marslakók – opera mydlana
- Ablak
- Delta, magazyn technologiczny
- Panorama, magazyn o tematyce międzynarodowej